# Драгош Нягу
Драгош Нягу (28 лютого 1967) — румунський академічний веслувальник.
Срібний призер Олімпійських Ігор 1988 року в складі розпашної двійки без стернового, учасник 1992 року.
Срібний призер Чемпіонату світу 1987 (розпашні двійки без стернового), 1989 (розпашні двійки зі стерновим), 1991 (розпашні четвірки зі стерновим) років, бронзовий призер 1994 року в складі вісімки.